# Gymnelia latimarginata
Gymnelia latimarginata är en fjärilsart som beskrevs av George Francis Hampson 1898. Gymnelia latimarginata ingår i släktet Gymnelia och familjen björnspinnare. Inga underarter finns listade i Catalogue of Life.